# Ramsar, Iran
Ramsar (persiska: رامسر) är en stad i provinsen Mazandaran i Iran, och är belägen vid kusten mot Kaspiska havet. Folkmängden uppgår till cirka 35 000 invånare.

## Bilder

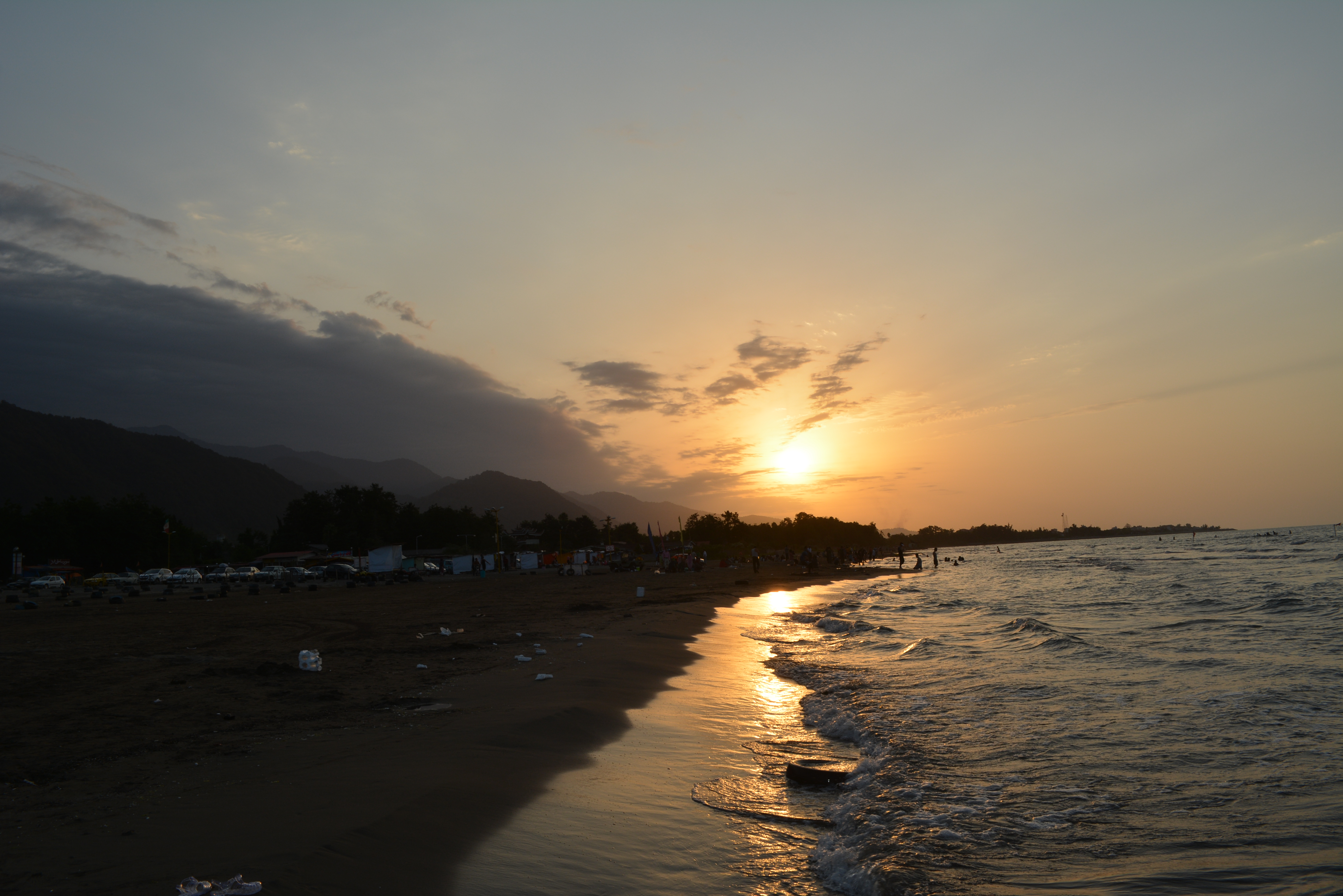
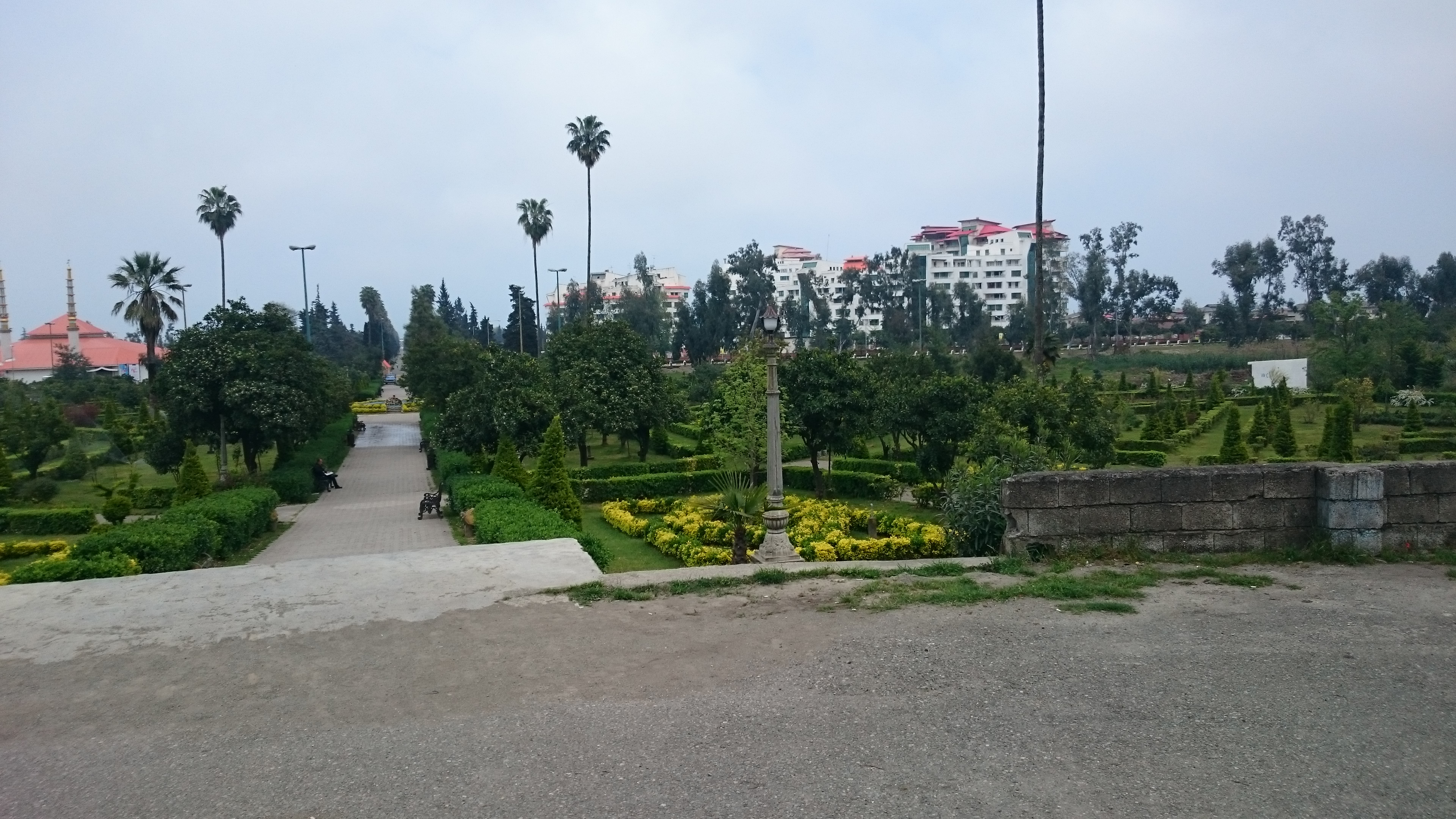
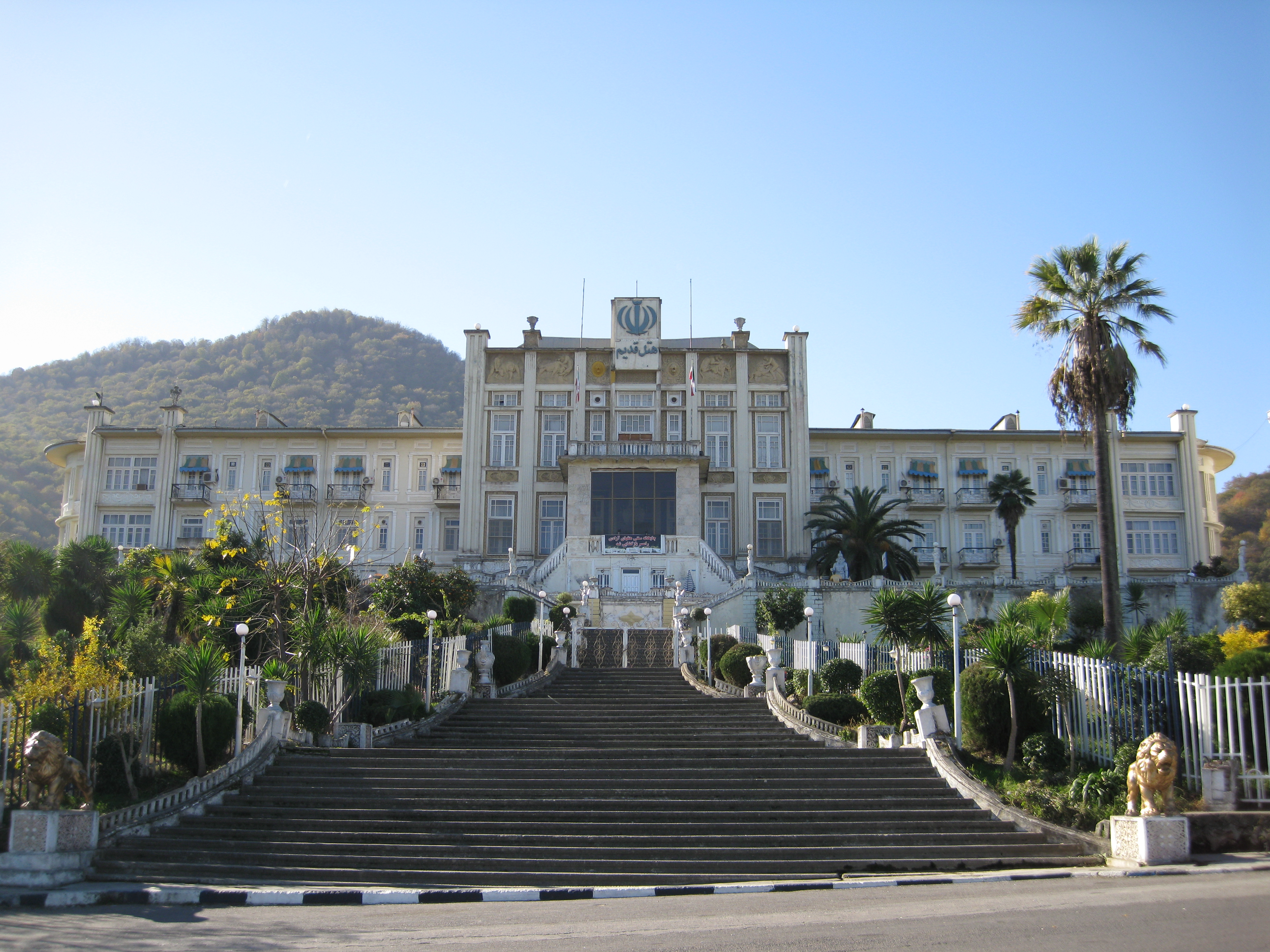
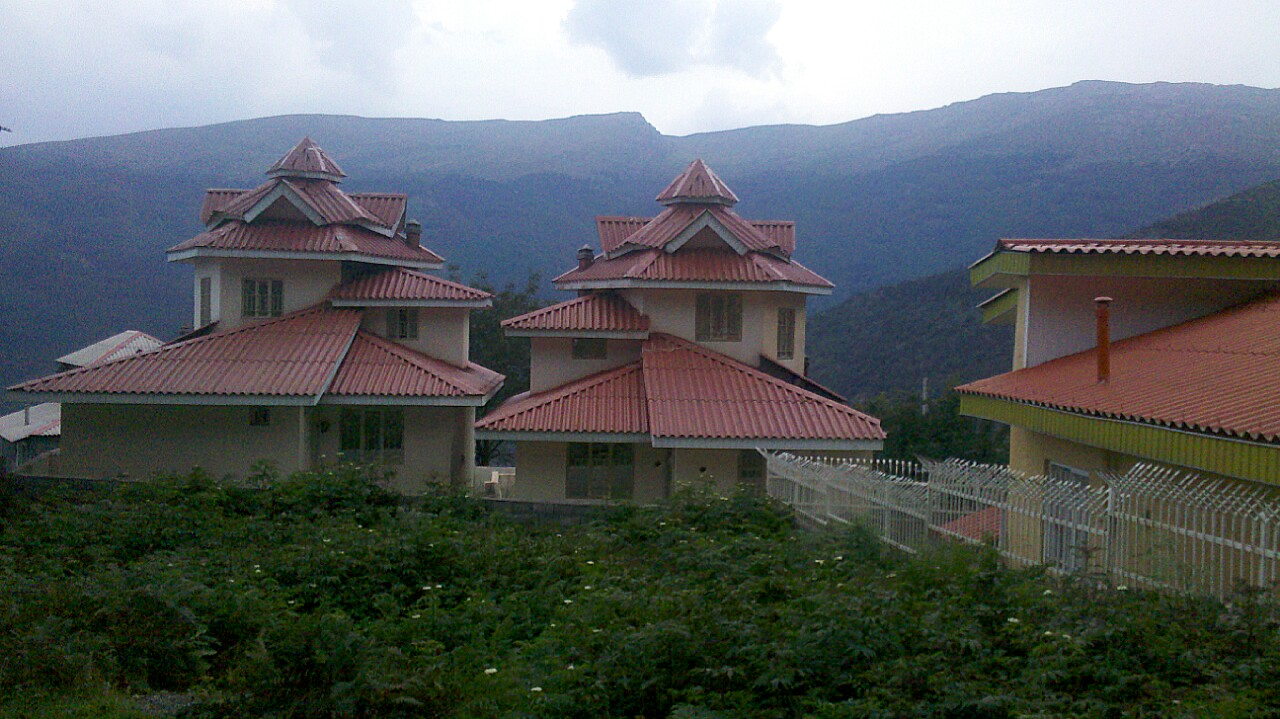